# Urnengräberfeld auf dem Knickbrink
Das Urnengräberfeld auf dem Knickbrink ist ein vorgeschichtliches Gräberfeld am nordwestlichen Ortsrand von Krankenhagen im Landkreis Schaumburg in Niedersachsen. Es wurde während der vorrömischen Eisenzeit etwa vom 7. bis zum 2. Jahrhundert v. Chr. als Bestattungsplatz mit Urnen genutzt. Das Gräberfeld zählt zu den größeren Anlagen dieser Epoche in Niedersachsen.

## Beschreibung
Das Fundgelände liegt auf der Oberterrasse der Weserniederung in einer leicht gewellten dünenartigen Kameslandschaft, die schon lange der Sandgewinnung diente. Entdeckt wurde das Gräberfeld 1938 bei Erdarbeiten der SA zur Erstellung einer Thingstätte für Sonnwendfeiern. Die Fundstelle wurde dem Rintelner Lehrer und ehrenamtlichen Bodendenkmalpfleger Paul Erdniß (1886–1970) gemeldet. Er führte noch während der Bauarbeiten mit seinem Sohn Jürgen Erdniß († 1943) und Schülern eine Ausgrabung durch, bei der 42 Bestattungen und ein Knochenlager dokumentiert wurden. In einem Bereich fanden sich Holzkohlereste und kleine, verbrannte Knochenstücke, was auf einen Scheiterhaufen zur Verbrennung der Toten deutete. Da sich trotz Suchgräben keine weiteren Bestattungen mehr fanden, war der Ausgräber Paul Erdniß der Meinung, das Gräberfeld komplett erfasst zu haben. In den Jahren 1956 bis 1959 und 1965 kam es zu weiteren Grabungen und Fundbergungen.
An der Fundstelle ist ein Findling mit einer Aufschrift aufgestellt, wonach es sich um den größten Urnenfriedhof Südniedersachsens handele. Allerdings gibt es in Niedersachsen wesentlich größere Gräberfelder, wie das Urnengräberfeld Hohnhorst (350 Urnen), das Urnengräberfeld Leese (1100 Urnen) oder das Urnengräberfeld von Jastorf (500 Urnen). 2017 wurde bekannt, dass an der Fundstelle in Krankenhagen Hinweisschilder zur Information der Bevölkerung aufgestellt werden sollen.
Die Siedlung der Menschen, die das Gräberfeld anlegten, wurde bisher nicht gefunden. Sie ist nach Einschätzung des für die Fundstelle zuständigen Bezirksarchäologen Friedrich-Wilhelm Wulf vom Niedersächsischen Landesamt für Denkmalpflege in einem Umkreis von etwa 200 bis 400 Metern anzunehmen.
Ein weiteres Gräberfeld wurde in den 1930er Jahren in einer nahe gelegenen Sandkuhle entdeckt. Die Sandkuhle wurde jedoch verfüllt und der Bereich wird heute als Sportplatz genutzt.
Im Bereich der beiden Gräberfelder gab es weitere archäologische Funde von der Jungsteinzeit bis ins 1. Jahrtausend n. Chr. Die Gräberfelder liegen in oder am Rand des seit 1949 unter Schutz gestellten Naturschutzgebietes Auf dem Knickbrink.

## Funde
Die bei den Ausgrabungen geborgenen Urnen enthielten neben dem Leichenbrand der Verstorbenen vielfach ein kleines Beigefäß, was bei Bestattungen in dieser Zeit häufig vorkommt. Die Urnen waren meist mit einer Schale aus Keramik abgedeckt. Bei den Urnen waren überwiegend Harpstedter Rauhtöpfe und Nienburger Tassen. Die Datierung des Gräberfeldes in die Mitte des 1. Jahrtausends v. Chr. erfolgte anhand der Machart der Keramikgefäße. Anthropologische Untersuchungen des Leichenbrandes ergaben, dass Menschen aus allen Altersstufen bestattet wurden. Bei zwei Urnen ließ sich anhand der Knochenreste nachweisen, dass es eine Mutter mit ihrem Neugeborenen war.
Nur bei zwei Bestattungen fanden sich Metallgegenstände, eine Nadel und ein kleiner Ring von 3 cm Durchmesser aus Bronze. Bei den Artefakten dürfte es sich um Schmuck gehandelt haben, der den Verstorbenen beigegeben wurde. Einige der bei den Ausgrabungen geborgenen Urnen sind im Museum Eulenburg in Rinteln ausgestellt.